# Luigi Baricelli
Luiz Fernando Pecorari Baricelli, bardziej znany jako Luigi Baricelli (ur. 14 lipca 1971 roku w São Paulo) – brazylijski aktor i prezenter telewizyjny.